# 貝雷斯托瓦河 (貝爾達河支流)
貝雷斯托瓦河  (烏克蘭語：Берестова)  是位於烏克蘭東南部扎波羅熱州別爾江斯克區的河流，並屬於別爾達河的右支流。該河源於貝雷斯托韋的西北方，終於新索爾達特斯凱，河道全長22.3公里，流域面積146平方公里。